# Sutheaswari Mudukasan
Sutheaswari Mudukasan (* um 1985) ist eine malaysische Badmintonspielerin. 

## Karriere
Sutheaswari Mudukasan wurde 2003 Zweite bei den Australian Open im Mixed mit Ong Ewe Hock. Bei der Weltmeisterschaft belegte sie im Dameneinzel Rang 17, ein Jahr später Rang 33. 2006 gewann sie die Fiji International, 2007 wurde sie Dritte bei den Bahrain International.

## Sportliche Erfolge
| Saison | Veranstaltung          | Disziplin   | Platz | Name                                 |
| ------ | ---------------------- | ----------- | ----- | ------------------------------------ |
| 2003   | Australian Open        | Mixed       | 2     | Ong Ewe Hock / Sutheaswari Mudukasan |
| 2004   | Auckland International | Dameneinzel | 3     | Sutheaswari Mudukasan                |
| 2004   | Auckland International | Mixed       | 2     | Ong Ewe Hock / Sutheaswari Mudukasan |
| 2005   | Weltmeisterschaft      | Dameneinzel | 17    | Sutheaswari Mudukasan                |
| 2006   | Weltmeisterschaft      | Dameneinzel | 33    | Sutheaswari Mudukasan                |
| 2006   | Malaysia International | Dameneinzel | 1     | Sutheaswari Mudukasan                |
| 2006   | Fiji International     | Dameneinzel | 1     | Sutheaswari Mudukasan                |
| 2007   | Bahrain International  | Dameneinzel | 3     | Sutheaswari Mudukasan                |